# Hydriomena grisescens
Hydriomena grisescens là một loài bướm đêm trong họ Geometridae.